# 新都市拠点整備事業
新都市拠点整備事業（しんとしきょてんせいびじぎょう）とは、1985年に旧建設省で創設された都市整備をおこなうための事業。

## おもな例
- 静岡市東静岡新都市拠点整備/東静岡駅駅前周辺整備 - 三菱地所
- 甲府市中心市街地活性化基本計画 - 甲府市新都市拠点整備事業
- 富山駅北地区新都市拠点整備事業 - 「とやま都市MIRAI計画」/富岩運河整備など
- 山形市新都市開発整備事業 - 山形地区新都市拠点整備事業
- 秋田駅周辺新都市拠点整備事業
- 下関市細江地区新都市拠点整備事業
- 姫路駅周辺地区新都市拠点整備事業
- 神戸ハーバーランド地区新都市拠点整備事業 - 特定住宅市街地総合整備促進事業と一体的に事業展開
- 草津市における新都市拠点整備事業
- 高松市新都市拠点創成計画 - 高松中央インターチェンジのある太田第2地区の区画整理事業
- 浦和市・大宮市・与野市 新都市拠点整備事業（さいたま新都心）
- 日立駅駅前開発事業（新都市拠点整備事業）
- 大分駅周辺地区新都市拠点整備事業
- 香椎（副都心整備計画）新都市拠点整備事業
- 長町新都市拠点整備計画（東仙台）
- 二条駅周辺地区新都市拠点整備事業
- 大阪市湊町地区開発計画 （JR難波駅）